# 楊偉韜
楊偉韜（？—），綽號「鯊魚韜」，香港足球運動員，司職前鋒。職業生涯主要於港甲星島、東華度過。他也曾為香港與中華民國上陣，並代表中華民國參加1958年亞洲運動會、1960年夏季奧林匹克運動會、1960年亞足聯亞洲盃等賽事。弟弟楊偉業也是足球運動員。